# Liste der Weihbischöfe in Cammin
Die Liste der Weihbischöfe in Cammin führt die Personen auf, die als Weihbischof im Bistum Cammin tätig waren:
|     | Bild/Siegel | Name                               | von  | bis       | Titularbistum                | Anmerkungen |
| --- | ----------- | ---------------------------------- | ---- | --------- | ---------------------------- | --- |
| 1.  |             | Incelerius OESA                    | 1292 | 1292      | Budua                        | war auch als Weihbischof in den Diözesen Konstanz, Bamberg, Halberstadt, Mainz, Naumburg, Merseburg und Würzburg tätig |
| 2.  |             | Cono SOCist                        | 1335 | 1335      | Megara                       | war in Dargun und in Güstrow tätig, auch Weihbischof in anderen Diözesen                                               |
| 3.  |             | Heinrich von Apolda OFM            | 1342 | 1343      | Lavata (= ?)                 | war in Prenzlau und in Königsberg in der Neumark tätig, auch Weihbischof in anderen Diözesen                           |
| 4.  |             | Johann OESA                        | 1357 | 1357      | Bir Seba                     | war in Stargard tätig, auch Weihbischof in anderen Diözesen                                                            |
| 5.  |             | Goswinus Grope OP                  | 1359 | nach 1368 | Evelone (= Aulon?)           | vorher Prior des Dominikanerklosters in Lübeck und nachher als Weihbischof im Bistum Schwerin                          |
| 6.  |             | Johannes                           | 1380 | 1380      | Tana                         | war in Teterow tätig                                                                                                   |
| 7.  |             | Nikolaus Plate von Jüterbog SOCist | 1385 | 1385      | Constantia in Phoenicia      | war in Stargard tätig, auch Weihbischof im Bistum Meißen und im Erzbistum Magdeburg                                    |
| 8.  |             | Johannes OP                        | 1388 | 1388      | „Maieriensis“ (= Chersones?) | |
| 9.  |             | Johannes                           | 1389 | 1389      | Orkney                       | zuvor Pfarrer in Penclarie im Bistum Orkney                                                                            |
| 10. |             | Johannes                           | 1395 | 1407      | Gardar                       | 1394 auf die Stelle des Bischofs von Gardar versetzt                                                                   |
| 11. |             | Gottfried Dreger                   | 1413 | 1423      | Constantia in Phoenicia      | Kanoniker am Ottenstift in Stettin                                                                                     |
| 12. |             | Gerhard von Ruppin OP              | 1426 | 1426      | Laodicea in Syria            | |
| 13. |             | Heinrich Woggersin OESA            | 1436 | 1440      | Sebaste in Cilicia           | bis ca. 1440 auch als Weihbischof im Bistum Schwerin tätig                                                             |
| 14. |             | Johannes                           | 1447 | 1447      | Constantia (welches?)        | auch Weihbischof in Havelberg                                                                                          |
| 15. |             | Wichmann                           | 1449 | 1449      | Bir Seba                     | auch Weihbischof in Bremen                                                                                             |
| 16. |             | Albert Katschen OP                 | 1455 | nach 1460 | Sidon                        | auch Theologieprofessor an der Universität Greifswald                                                                  |
| 17. |             | Michael von Rentelen OP            | 1462 | 1473      | Symbalon                     | Sohn eines Lübecker Ratsherrn, Mönch des Dominikanerklosters in Lübeck                                                 |
| 18. |             | Johann Wilde OESA                  | 1494 | 1499      | Symbalon                     | zugleich Weihbischof in Havelberg, ab 1499 Weihbischof in Ermland                                                      |